# District de Colón
Le district de Colón est l'une des divisions qui composent la province de Colón, au Panama. Au recensement de 2010, il comptait 206 553 habitants.

## Histoire
La superficie de Colón est de 1 179,9 km2. Elle est bordée au nord par la mer des Caraïbes, au sud par la province de Panama, à l'est par le district de Portobelo et à l'ouest par le district de Chagres.
La ville de Colón, capitale du district (et de la province), a été fondée le 27 février 1852 et est célèbre pour sa zone franche et pour être le terminus nord du canal de Panama.

## Division politico-administrative
Elle est composée de quinze corregimientos :
- Barrio Norte (es)
- Barrio Sur (es)
- Buena Vista (es)
- Cativá
- Ciricito (es)
- Cristobal
- Cristóbal Este (es)
- Escobal
- Limon (es)
- Nueva Providencia (es)
- Puerto Pilon (es)
- Sabanitas
- Salamanca (es)
- San Juan (es)
- Santa Rosa (es)

Depuis le 2 mai 2017, le canton de Cristobal a été divisé en deux : Cristobal et le nouveau corregimiento de Cristobal Est ; selon les lois 20 de 2014 et 65 de 2015,.

## Crédit d'auteurs
- (es) Cet article est partiellement ou en totalité issu de l’article de Wikipédia en espagnol intitulé « Distrito de Colón » (voir la liste des auteurs).